# CCM Benchmark
CCM Benchmark est une filiale du Groupe Figaro (lui-même filiale du groupe Dassault), dont l'activité est le conseil pour les affaires par la gestion de sites web pratiques et de magazines sur internet, spécialisés principalement dans le partage de connaissances.

## Histoire
CCM Benchmark résulte de l'acquisition en 2010 de Benchmark Group, éditeur du Journal du Net, de L'Internaute et Copains d'avant, par Quidéa SARL, société éditrice de Comment ça marche, un site participatif créé par Jean-François Pillou.
En octobre 2015, le Groupe Figaro est en négociation exclusive pour acquérir CCM Benchmark pour un montant estimé entre 110 et 130 millions d'euros,. L'entreprise est rachetée pour 120 millions d'euros.

## Sites web et services en ligne
Les sites Internet du groupe agrègent en 2013 une audience de 60 millions de visiteurs uniques par mois à travers plus de 40 pays, dans 9 langues, dont 23 millions en France, ce qui en fait le premier groupe français (selon le classement mondial comScore, deuxième groupe derrière Orange selon le classement Médiamétrie/NetRatings) sur Internet derrière Google, Microsoft et Facebook.
- Comment ça marche : site web d'informations pratiques sur l'informatique, la santé et la médecine, le droit, la finance et la cuisine. ccm.net est la déclinaison du site dans les langues allemande, anglaise, espagnole, italienne et portugaise.
- Copains d'avant : réseau social comportant 13,5 millions de membres, en France pour la grande majorité.
- L'Internaute : site grand public d'actualité, traitant également de la culture, des voyages, de l'automobile.
- Le Journal du Net : site d'information professionnel pour les managers et les décideurs en entreprise qui traite de la numérisation de l'économie et des thèmes du management, du patrimoine et de la tech.
- Le Journal des femmes : magazine en ligne destination des femmes qui aborde les sujets de beauté, luxe, mode, santé, forme, psychologie, décoration, jardin, vie professionnelle, cuisine et famille.
- Expeert : réseau social professionnel, orienté compétence et expertise[12].
- EmploiCenter : service en ligne d'offres d'emploi du Journal du Net et de L'Internaute.
- Stratégie Internet : depuis juin 1996, cette lettre d'information payante de huit pages traite du web et de son évolution. Elle est destinée aux responsables d'entreprise et de sites web.
- Actusite : société spécialisée dans les sites Internet pour PME / TPE (prise de participation en 2013)[13]
- Santé-Médecine : premier site de santé, certifié HON[14].
- AppsTV : 1er guide des applications mobiles et smartphones en France
- NextPLZ : site web commercial français à destination des 15-24 ans, fondé en 2015 par Jean Isnard et Valentin Grégoire[15],[16]. La cible éditoriale est la génération Y[17]. La navigation est pensée pour les appareils mobiles en premier lieu[17]. En juin 2016, NextPlz s'associe avec le Figaro Etudiant pour proposer les corrigés du bac en direct, des professeurs de chaque matière donnent, dès la fin de chacune des épreuves, toutes les réponses aux sujets et répondent en direct aux questions des bacheliers[18].